# Kenedy (futbolista)
Robert Kenedy Nunes do Nascimento (Santa Rita do Sapucaí, Minas Gerais, Brasil, 8 de febrero de 1996), conocido como Kenedy, es un futbolista brasileño que juega como centrocampista en el C. F. Pachuca de la Primera División de México, cedido por el Real Valladolid C. F.

## Trayectoria

### Fluminense
Debutó como profesional el 28 de julio de 2013, fue en un partido contra Grêmio en la fecha 9 de la Serie A, ingresó al minuto 81 por Wágner pero perdieron 2 a 0.
A nivel internacional, su primer encuentro fue el 3 de septiembre de 2014, en el partido de ida por la segunda ronda de la Copa Sudamericana, se midió contra Goiás, jugó todo el segundo tiempo y perdieron 1 a 0. En el partido de vuelta no fue convocado y ganaron 2 a 1, por lo que quedaron eliminados de la competición.
Empezaría jugando como centrodelantero , posición que posteriormente cambiaría a su actual posición.

### Chelsea
Debutó con el conjunto inglés el 28 de julio de 2015, fue en un amistoso internacional contra el F. C. Barcelona, jugó como titular y fue sustituido por su compatriota Willian, empataron 2 a 2, fueron a penales y ganaron 4 a 2.
Su debut oficial fue el 29 de agosto contra el Crystal Palace F. C. en la fecha 4 de la Premier League, ingresó al minuto 68 por Azpilicueta pero perdieron 2 a 1.
El 29 de septiembre jugó su primer partido en la Liga de Campeones, estuvo presente en los minutos finales contra el F. C. Porto en el Estadio do Dragão ante más de 46 000 espectadores, pero perdieron 2 a 1 por la fase de grupos.
En la tercera ronda de la Copa de la Liga, fue titular para enfrentar al Walsall F. C., Kenedy mostró un buen nivel y a los 10 minutos le dio una asistencia a Ramires, que con un cabezazo abrió el marcador del partido, luego al minuto 52 anotó su primer gol con el Chelsea, finalmente ganaron 4 a 1.
El 1 de abril de 2016, anotó su primer gol en la Premier League, fue al minuto de comenzar contra el Norwich City, finalmente ganaron 2 a 1.
En su primera temporada con el club, tuvo una participación irregular, disputó 14 partidos en Premier, 4 como titular y anotó un gol, en las copas nacionales sumó 4 encuentros jugados y un gol convertido, mientras que a nivel internacional estuvo presente en 2 partidos.
Para la temporada 2016-17 asumió Antonio Conte como entrenador, Kenedy realizó la pretemporada a la par de sus compañeros pero antes de comenzar los partidos oficiales le comunicaron que no iba a ser considerado, por lo que fue cedido para que tenga continuidad.

#### Cesiones
El 29 de agosto de 2016 fue cedido al Watford F. C. por toda la temporada. Debutó con su nuevo club el 26 de septiembre, jugando los minutos finales contra el Burnley F. C. y perdieron 2 a 0. El 23 de enero fue al Newcastle United F. C. en forma de préstamo.
El 2 de septiembre de 2019 se hizo oficial su llegada al Getafe Club de Fútbol por una temporada. Aunque esta se alargó como consecuencia de la pandemia de enfermedad por coronavirus, regresó al conjunto londinense en la fecha prevista. En septiembre de 2020 se hizo oficial su vuelta a España para jugar en el Granada C. F. durante la temporada 2020-21.
Después de su periplo por España, en agosto de 2021 regresó al fútbol de su país para jugar en el C. R. Flamengo durante un año, aunque en enero de 2022 se canceló la cesión y volvió a Londres.
En septiembre regresó a España después de ser traspasado al Real Valladolid C. F., firmando con el equipo vallisoletano por cinco años. Dejó el club en mayo de 2025 para recalar cedido en el C. F. Pachuca hasta junio de 2026.

## Selección nacional
Kenedy ha sido parte de la selección de Brasil en las categorías sub-17, sub-20 y sub-23.
Fue convocado para jugar el Sudamericano Sub-17 de 2013, lo hizo de como delantero, convirtió 6 goles y su selección quedó tercera lo que le permitió clasificar al Mundial Sub-17 del mismo año, fue parte del plantel mundialista pero Brasil quedó eliminado en cuartos de final por penales ante México.
Su siguiente participación oficial fue en el Campeonato Sudamericano Sub-20 del 2015, en Uruguay, jugó 7 partidos y anotó un gol.
Estuvo con la selección sub-23 en unas oportunidades, pero finalmente no quedó en el plantel definitivo de los Juegos Olímpicos.

### Participaciones en juveniles
| Competición                            | Sede      | Resultado        | Partidos | Goles |
| -------------------------------------- | --------- | ---------------- | -------- | ----- |
| Campeonato Sudamericano Sub-17 de 2013 | Argentina | Tercer puesto    | 8        | 6     |
| Copa Mundial de Fútbol Sub-17 de 2013  | EAU       | Cuartos de final | 5        | 0     |

## Estadísticas
Actualizado al 26 de junio de 2025.
| Club | Div.          | Temporada     | Liga  | Liga  | Estatal | Estatal | Copas nacionales(1) | Copas nacionales(1) | Torneos internacionales(2) | Torneos internacionales(2) | Total | Total |
| Club | Div.          | Temporada     | Part. | Goles | Part.   | Goles   | Part.               | Goles               | Part.                      | Goles                      | Part. | Goles |
| --- | ------------- | ------------- | ----- | ----- | ------- | ------- | ------------------- | ------------------- | -------------------------- | -------------------------- | ----- | ----- |
| Fluminense F. C. · Brasil | 1.ª           | 2013          | 9     | 0     | 0       | 0       | 0                   | 0                   | —                          | —                          | 9     | 0     |
| Fluminense F. C. · Brasil | 1.ª           | 2014          | 20    | 2     | 0       | 0       | 1                   | 0                   | 1                          | 0                          | 22    | 2     |
| Fluminense F. C. · Brasil | 1.ª           | 2015          | 1     | 0     | 10      | 3       | 0                   | 0                   | —                          | —                          | 11    | 3     |
| Fluminense F. C. · Brasil | Total club    | Total club    | 30    | 2     | 10      | 3       | 1                   | 0                   | 1                          | 0                          | 42    | 5     |
| Chelsea F. C. Inglaterra | 1.ª           | 2015-16       | 14    | 1     | —       | —       | 4                   | 1                   | 2                          | 0                          | 20    | 2     |
| Watford F. C. Inglaterra | 1.ª           | 2016-17       | 1     | 0     | —       | —       | 0                   | 0                   | —                          | —                          | 1     | 0     |
| Watford F. C. Inglaterra | Total club    | Total club    | 1     | 0     | 0       | 0       | 0                   | 0                   | 0                          | 0                          | 1     | 0     |
| Chelsea F. C. Inglaterra | 1.ª           | 2016-17       | 1     | 0     | —       | —       | 1                   | 0                   | —                          | —                          | 2     | 0     |
| Chelsea F. C. Inglaterra | 1.ª           | 2017-18       | 0     | 0     | —       | —       | 5                   | 1                   | 0                          | 0                          | 5     | 1     |
| Newcastle United F. C. Inglaterra | 1.ª           | 2017-18       | 13    | 2     | —       | —       | 0                   | 0                   | —                          | —                          | 13    | 2     |
| Newcastle United F. C. Inglaterra | 1.ª           | 2018-19       | 25    | 1     | —       | —       | 3                   | 0                   | —                          | —                          | 28    | 1     |
| Newcastle United F. C. Inglaterra | Total club    | Total club    | 38    | 3     | 0       | 0       | 3                   | 0                   | 0                          | 0                          | 41    | 3     |
| Getafe C. F. · España | 1.ª           | 2019-20       | 19    | 1     | —       | —       | 0                   | 0                   | 8                          | 2                          | 27    | 3     |
| Getafe C. F. · España | Total club    | Total club    | 19    | 1     | 0       | 0       | 0                   | 0                   | 8                          | 2                          | 27    | 3     |
| Granada C. F. · España | 1.ª           | 2020-21       | 28    | 4     | —       | —       | 4                   | 2                   | 12                         | 2                          | 44    | 8     |
| Granada C. F. · España | Total club    | Total club    | 28    | 4     | 0       | 0       | 4                   | 2                   | 12                         | 2                          | 44    | 8     |
| C. R. Flamengo · Brasil | 1.ª           | 2021          | 14    | 1     | ―       | ―       | 2                   | 0                   | 1                          | 0                          | 17    | 1     |
| C. R. Flamengo · Brasil | Total club    | Total club    | 14    | 1     | 0       | 0       | 2                   | 0                   | 1                          | 0                          | 17    | 1     |
| Chelsea F. C. Inglaterra | 1.ª           | 2021-22       | 1     | 0     | ―       | ―       | 2                   | 0                   | 0                          | 0                          | 3     | 0     |
| Chelsea F. C. Inglaterra | Total club    | Total club    | 16    | 1     | 0       | 0       | 12                  | 2                   | 2                          | 0                          | 30    | 3     |
| Real Valladolid C. F. · España | 1.ª           | 2022-23       | 12    | 0     | ―       | ―       | 1                   | 0                   | ―                          | ―                          | 13    | 0     |
| Real Valladolid C. F. · España | 2.ª           | 2023-24       | 29    | 2     | ―       | ―       | 0                   | 0                   | ―                          | ―                          | 29    | 2     |
| Real Valladolid C. F. · España | 1.ª           | 2024-25       | 2     | 0     | ―       | ―       | 0                   | 0                   | ―                          | ―                          | 2     | 0     |
| Real Valladolid C. F. · España | Total club    | Total club    | 43    | 2     | 0       | 0       | 1                   | 0                   | 0                          | 0                          | 44    | 2     |
| C. F. Pachuca · México | 1.ª           | 2024-25       | ―     | ―     | ―       | ―       | ―                   | ―                   | 3                          | 0                          | 3     | 0     |
| C. F. Pachuca · México | Total club    | Total club    | 0     | 0     | 0       | 0       | 0                   | 0                   | 3                          | 0                          | 3     | 0     |
| Total carrera | Total carrera | Total carrera | 191   | 14    | 10      | 3       | 23                  | 4                   | 27                         | 4                          | 251   | 25    |
| (1)Incluidos los datos de la Copa de Brasil (2014) y la Copa de la Liga de Inglaterra (2015-16) (2)Incluidos los datos de la Copa Sudamericana (2014), Liga de Campeones de la UEFA (2015-16) y Copa Mundial de Clubes de la FIFA 2025 |               |               |       |       |         |         |                     |                     |                            |                            |       |       |

## Palmarés

### Títulos nacionales
| Título         | Club          | País       | Año  |
| -------------- | ------------- | ---------- | ---- |
| Premier League | Chelsea F. C. | Inglaterra | 2017 |
| FA Cup         | Chelsea F. C. | Inglaterra | 2018 |

### Títulos internacionales
| Título                            | Club          | Sede | Año  |
| --------------------------------- | ------------- | ---- | ---- |
| Copa Mundial de Clubes de la FIFA | Chelsea F. C. | EAU  | 2021 |

### Distinciones individuales
| Distinción                                                                               | Año  |
| ---------------------------------------------------------------------------------------- | ---- |
| Parte de los 50 mejores futbolistas sub-20 del mundo según medio La Gazzetta dello Sport | 2016 |